# Grypocentrus crassidens
Grypocentrus crassidens är en stekelart som beskrevs av Henry Keith Townes, Jr. 1951. Grypocentrus crassidens ingår i släktet Grypocentrus och familjen brokparasitsteklar. Inga underarter finns listade i Catalogue of Life.